# Jリーグユース選手権大会
Jリーグユース選手権大会（ジェイリーグユースせんしゅけんたいかい）は、1993年度から開催されている日本の第2種年代（高校生年代）によるサッカーのノックアウト方式トーナメントである。Jリーグ加盟クラブ（Jクラブ）および日本クラブユースサッカー連盟(JCY)推薦チームが参加する。日本クラブユースサッカー選手権 (U-18)大会（クラ選）とならび、高校生年代のクラブユースチームの日本一を争う大会である。
Jユースカップ（ジェイユースカップ、英: J Youth Cup）の呼称が用いられている。ただし2021年 - 2023年大会はJユースリーグ（ジェイユースリーグ、英: J Youth League）の呼称が用いられていた。

## 概要
第1回は1993年度の大会扱いで1994年3月に開催。それ以後は2005年からは7月から12月に開催されたのを除き、毎年9-12月に実施されていた。
2012年大会では初めてJリーグ正会員の全40クラブが参加した。それまではJ2の一部クラブ（初期の準会員・準加盟だったJFLのクラブも含む）はユースチームの整備が進んでいないなどから参加しないクラブもあった。
2018年大会はJ1所属の18チーム、J2所属の22チーム、J3所属の12チームおよびJCYの地域代表4チームが参加している。2021年大会はJCY地域代表の出場はなく、Jリーグクラブのユースチームのみが参加した。
2020年大会は新型コロナウイルスの感染拡大の影響により大会史上初めて中止となり、2021-2023年は実施されたが地域ごとに分けられたリーグでのリーグ戦のみ実施し、決勝トーナメントは行われず、JCYチームの参加もなかった。
2024年大会は大きく大会内容が変更され、3月から11月にかけて2段階の予選リーグの後ノックアウト方式のノックアウトラウンドを実施することとなった。

## 主催・後援団体・冠スポンサー

### 主催・共催
2024年大会の場合。
- 主催：日本サッカー協会、日本プロサッカーリーグ、
- 共催：日本クラブユースサッカー連盟

年によって、主催に朝日新聞社、日刊スポーツ新聞社、協賛に日本旅行、後援にスポーツ庁がついていた。

### 冠スポンサー
| スポンサー     | 大会呼称                          | 期間                              |
| -------------- | --------------------------------- | --------------------------------- |
| ハウス食品     | Jユース・ハウス食品カップ         | 1993-1996                         |
| タイガー魔法瓶 | Jユース・サハラカップ             | 2005-2007                         |
| サンスター     | Jユース・サンスタートニックカップ | 2009                              |
| なし           | Jユースカップ                     | 1997-2004、2008、2010-2019、2024- |
| なし           | Jユースリーグ                     | 2021-2023                         |

## 開催方式
J1からJ3までの全クラブと、JCY推薦の4チームが参加する。
2014年までは、Jリーグのクラブユースチームとそれ以外のクラブユースチームでそれぞれ予選を行い、決勝トーナメントに進出するチームを決定していた。Jリーグのクラブユースチームについては総当たり方式で決勝トーナメントに進出するチームを決定し、JCY地域代表については決勝トーナメントにシードされていた。
2015年以降は、予選ラウンドが廃止され、本戦出場全クラブが参加するノックアウト方式に変更になった。
2021-2023年は地域ごとのに分けられたリーグ戦のみ実施された。
2024年大会は全64チームが参加し、1stラウンド、2ndラウンドの各リーグ戦を実施し、2ndラウンド1位の8チームがノックアウトラウンドに進出する。1stラウンドで敗退したチームも、下位チーム向けの2ndラウンドが開催され、試合数を確保する取り組みがなされている。

### 出場登録資格
2024年大会の場合。
原則として以下の1から3に該当し、事前にJFA選手登録および本大会への登録が完了している選手。
1. 参加クラブに所属する2024年12月31日において満年齢17歳以下の選手
2. オーバーエイジ：1の選手を除き、2025年4月1日において満年齢18歳以下の選手はFP3名、GK1名まで試合エントリー可能
3. 加入内定選手：参加クラブへの加入が内定している選手は2名まで試合エントリー可能

- 試合エントリーは1チームにつき18人まで。
- 大会開始当初は日本サッカー協会第2種チーム（高校生年代）登録選手のみであった

## 結果
| 回 | 年度   | 優勝                     | 結果                 | 準優勝                       | 決勝会場         | 準決勝敗退チーム                                        |
| -- | ------ | ------------------------ | -------------------- | ---------------------------- | ---------------- | ------------------------------------------------------- |
| 1  | 1993年 | ヴェルディユース         | 1 - 0                | 横浜マリノスユース           | 万博             | ガンバ大阪ユース（3位） 横浜フリューゲルスユース（4位） |
| 2  | 1994年 | ガンバ大阪ユース         | 3 - 2                | ヴェルディユース             | 平塚             | ベルマーレ平塚ユース ジェフユナイテッド市原ユース       |
| 3  | 1995年 | サンフレッチェ広島ユース | 3 - 1                | ヴェルディユース             | 万博             | ガンバ大阪ユース セレッソ大阪U-18                       |
| 4  | 1996年 | ヴェルディユース         | 2 - 1                | ガンバ大阪ユース             | 長居             | ジェフユナイテッド市原ユース サンフレッチェ広島ユース   |
| 5  | 1997年 | 清水エスパルスユース     | 3 - 0                | サンフレッチェ広島ユース     | 長居第2          | ヴィッセル神戸ユース ガンバ大阪ユース                   |
| 6  | 1998年 | 鹿島アントラーズユース   | 3 - 2                | ジェフユナイテッド市原ユース | 長居             | 清水エスパルスユース ガンバ大阪ユース                   |
| 7  | 1999年 | ヴィッセル神戸ユース     | 2 - 0                | 横浜F・マリノスユース        | 長居             | 愛媛フットボールクラブユース ヴィヴァイオ船橋SCユース   |
| 8  | 2000年 | ガンバ大阪ユース         | 1 - 0                | 清水エスパルスユース         | 長居             | 湘南ベルマーレユース 横浜F・マリノスユース              |
| 9  | 2001年 | 京都パープルサンガユース | 3 - 1                | FC東京U-18                   | 神戸ウ           | ジェフユナイテッド市原ユース 柏レイソルU-18             |
| 10 | 2002年 | ガンバ大阪ユース         | 5 - 0                | サンフレッチェ広島ユース     | 長居             | 浦和レッズユース ジェフユナイテッド市原ユース           |
| 11 | 2003年 | サンフレッチェ広島ユース | 6 - 4                | ジェフユナイテッド市原ユース | 長居             | 清水エスパルスユース セレッソ大阪U-18                   |
| 12 | 2004年 | 鹿島アントラーズユース   | 0 - 0 aet (PK 3 - 1) | サンフレッチェ広島ユース     | 長居             | 浦和レッズユース ヴェルディユース                       |
| 13 | 2005年 | 清水エスパルスユース     | 4 - 1                | ヴィッセル神戸ユース         | 長居             | 横浜F・マリノスユース ガンバ大阪ユース                  |
| 14 | 2006年 | サンフレッチェ広島ユース | 2 - 0                | FC東京U-18                   | 神戸ユ           | 名古屋グランパスエイトU-18 三菱養和サッカークラブユース |
| 15 | 2007年 | FC東京U-18               | 2 - 1                | 柏レイソルU-18               | 長居             | ガンバ大阪ユース 大宮アルディージャユース               |
| 16 | 2008年 | ガンバ大阪ユース         | 4 - 2                | セレッソ大阪U-18             | 長居             | FC東京U-18 ヴェルディユース                             |
| 17 | 2009年 | FC東京U-18               | 2 - 0                | サンフレッチェ広島ユース     | 長居             | ガンバ大阪ユース ジュビロ磐田ユース                     |
| 18 | 2010年 | 横浜F・マリノスユース    | 4 - 3 aet            | FC東京U-18                   | 長居             | 京都サンガF.C.U-18 東京ヴェルディユース                 |
| 19 | 2011年 | 名古屋グランパスU-18     | 2 - 1                | セレッソ大阪U-18             | 金鳥スタ         | 清水エスパルスユース サンフレッチェ広島ユース           |
| 20 | 2012年 | コンサドーレ札幌U-18     | 5 - 1                | ガンバ大阪ユース             | 長居             | サンフレッチェ広島ユース 横浜F・マリノスユース          |
| 21 | 2013年 | ヴィッセル神戸ユース     | 2 - 2 aet (PK 6-5)   | サンフレッチェ広島ユース     | 長居             | コンサドーレ札幌U-18 川崎フロンターレU-18               |
| 22 | 2014年 | 鹿島アントラーズユース   | 1 - 1 aet (PK 4-3)   | ガンバ大阪ユース             | ヤンマー         | FC東京U-18 清水エスパルスユース                         |
| 23 | 2015年 | 浦和レッズユース         | 2 - 1                | 名古屋グランパスU-18         | ヤンマー         | FC東京U-18 大分トリニータU-18                           |
| 24 | 2016年 | FC東京U-18               | 3 - 2                | サンフレッチェ広島ユース     | ヤマハ           | 京都サンガU-18 松本山雅U-18                             |
| 25 | 2017年 | 京都サンガF.C.U-18       | 2 - 1                | ガンバ大阪ユース             | 長野U            | サンフレッチェ広島ユース 川崎フロンターレU-18           |
| 26 | 2018年 | 横浜F・マリノスユース    | 2 - 1                | 清水エスパルスユース         | ミクスタ         | アルビレックス新潟U-18 ヴィッセル神戸U-18               |
| 27 | 2019年 | 名古屋グランパスU-18     | 4 - 0                | ガンバ大阪ユース             | ミクスタ         | アビスパ福岡U-18 大宮アルディージャU-18                 |
| -  | 2020年 | （開催せず）             | （開催せず）         | （開催せず）                 | （開催せず）     | （開催せず）                                            |
| 28 | 2021年 | （総合優勝なし）         | （総合優勝なし）     | （総合優勝なし）             | （総合優勝なし） | （総合優勝なし）                                        |
| 29 | 2022年 | （総合優勝なし）         | （総合優勝なし）     | （総合優勝なし）             | （総合優勝なし） | （総合優勝なし）                                        |
| ＊ | 2023年 | （総合優勝なし）         | （総合優勝なし）     | （総合優勝なし）             | （総合優勝なし） | （総合優勝なし）                                        |
| 30 | 2024年 | 東京ヴェルディユース     | 2 - 1                | サンフレッチェ広島ユース     | ヨドコウ         | 川崎フロンターレU-18 ジェフユナイテッド市原・千葉U-18   |

- 2023年大会には回次が付されなかった（その次の2024年大会が第30回となっている[11]）。

## チーム別成績
| チーム名                   | 優 | 準 | 優勝年度               | 準優勝年度                               |
| -------------------------- | -- | -- | ---------------------- | ---------------------------------------- |
| ガンバ大阪ユース           | 4  | 5  | 1994, 2000, 2002, 2008 | 1996, 2012, 2014, 2017, 2019             |
| サンフレッチェ広島ユース   | 3  | 7  | 1995, 2003, 2006       | 1997, 2002, 2004, 2009, 2013, 2016, 2024 |
| FC東京U-18                 | 3  | 3  | 2007, 2009, 2016       | 2001, 2006, 2010                         |
| 東京ヴェルディユース       | 3  | 2  | 1993, 1996, 2024       | 1994, 1995                               |
| 鹿島アントラーズユース     | 3  | 0  | 1998, 2004, 2014       |                                          |
| 清水エスパルスユース       | 2  | 2  | 1997, 2005             | 2000, 2018                               |
| 横浜F・マリノスユース      | 2  | 2  | 2010, 2018             | 1993, 1999                               |
| ヴィッセル神戸ユース       | 2  | 1  | 1999, 2013             | 2005                                     |
| 名古屋グランパスU-18       | 2  | 1  | 2011, 2019             | 2015                                     |
| 京都サンガF.C.U-18         | 2  | 0  | 2001, 2017             |                                          |
| 北海道コンサドーレ札幌U-18 | 1  | 0  | 2012                   |                                          |
| 浦和レッズユース           | 1  | 0  | 2015                   |                                          |
| ジェフユナイテッド千葉U-18 | 0  | 2  |                        | 1998, 2003                               |
| セレッソ大阪U-18           | 0  | 2  |                        | 2008, 2011                               |
| 柏レイソルU-18             | 0  | 1  |                        | 2007                                     |

## 表彰

### 得点王
得点王が正式に個人表彰の対象となったのは2018年（第26回大会）からである。
| 回 | 年度   | 選手         | 所属クラブ                   | 得点数       |
| -- | ------ | ------------ | ---------------------------- | ------------ |
| 9  | 2001年 | 山岸智       | ジェフユナイテッド市原ユース | 15           |
| 11 | 2003年 | 前田俊介     | サンフレッチェ広島ユース     | 9            |
| 12 | 2004年 | 川淵勇祐     | ジェフユナイテッド市原ユース | 13           |
| 13 | 2005年 | 長沢駿       | 清水エスパルスユース         | 16           |
| 14 | 2006年 | 田中翔大     | 川崎フロンターレU-18         | 9            |
| 15 | 2007年 | 渡部大輔     | 大宮アルディージャユース     | 13           |
| 16 | 2008年 | 岩渕良太     | FC東京U-18                   | 19           |
| 17 | 2009年 | 三田尚央     | FC東京U-18                   | 21           |
| 18 | 2010年 | 秋岡活哉     | FC東京U-18                   | 13           |
| 18 | 2010年 | 松本翔       | 横浜Fマリノスユース          | 13           |
| 19 | 2011年 | 南野拓実     | セレッソ大阪U-18             | 13           |
| 20 | 2012年 | 吉川修平     | 柏レイソルU-18               | 8            |
| 20 | 2012年 | 内田祐介     | ヴィッセル神戸ユース         | 8            |
| 20 | 2012年 | 末廣浩暉     | サンフレッチェ広島ユース     | 8            |
| 20 | 2012年 | 大谷真史     | サンフレッチェ広島ユース     | 8            |
| 21 | 2013年 | 中野誠也     | ジュビロ磐田U-18             | 12           |
| 22 | 2014年 | 和田昌士     | 横浜F・マリノスユース        | 12           |
| 23 | 2015年 | 森晃太       | 名古屋グランパスU-18         | 5            |
| 23 | 2015年 | 深堀隼平     | 名古屋グランパスU-18         | 5            |
| 24 | 2016年 | 山根永遠     | サンフレッチェ広島ユース     | 9            |
| 25 | 2017年 | 藤原志龍     | 徳島ヴォルティスユース       | 5            |
| 26 | 2018年 | 栗原秀輔     | 横浜F・マリノスユース        | 8            |
| 27 | 2019年 | 村上千歩     | 名古屋グランパスU-18         | 7            |
| -  | 2020年 | （開催せず） | （開催せず）                 | （開催せず） |
| 28 | 2021年 | （表彰なし） | （表彰なし）                 | （表彰なし） |
| 29 | 2022年 | （表彰なし） | （表彰なし）                 | （表彰なし） |
| ＊ | 2023年 | （表彰なし） | （表彰なし）                 | （表彰なし） |
| 30 | 2024年 | 小林志紋     | サンフレッチェ広島ユース     | 10           |

### MVP
MVPは、得点王同様2018年から表彰されることとなった。
| 回 | 年度   | 選手         | 所属クラブ            |
| -- | ------ | ------------ | --------------------- |
| 26 | 2018年 | 榊原彗悟     | 横浜F・マリノスユース |
| 27 | 2019年 | 榊原杏太     | 名古屋グランパスU-18  |
| -  | 2020年 | （開催せず） | （開催せず）          |
| 28 | 2021年 | （表彰なし） | （表彰なし）          |
| 29 | 2022年 | （表彰なし） | （表彰なし）          |
| ＊ | 2023年 | （表彰なし） | （表彰なし）          |
| 30 | 2024年 | 今井宏亮     | 東京ヴェルディユース  |